# Daichi Matsuoka
Daichi Matsuoka (japanisch 松岡 大智 Matsuoka Daichi; * 23. Januar 1999 in der Präfektur Toyama) ist ein japanischer Fußballspieler.

## Karriere
Matsuoka erlernte das Fußballspielen in der Jugendmannschaft von Cerezo Osaka. Die U23-Mannschaft des Vereins spielte in der dritten japanischen Liga, der J3 League. Bereits als Jugendspieler absolvierte er 2016 ein Drittligaspiel. Hier kam er im Auswärtsspiel von der U23-Mannschaft am 12. Juni 2016 bei Kataller Toyama zum Einsatz. Von April 2017 bis Januar 2021 spielte er in der Universitätsmannschaft der Kokushikan-Universität. Seinen ersten Profivertrag unterschrieb er am 1. Februar 2021 bei Kataller Toyama. Der Verein aus Toyama, einer Stadt in der gleichnamigen Präfektur Toyama, spielte in der dritten japanischen Liga. Am Ende Saison 2024 belegte er mit dem Verein den dritten Platz und qualifizierte sich für die Aufstiegsspiele. Hier spielte man im Finale gegen Matsumoto Yamaga 2:2-Unentschieden. Da Katallar in der regulären Spielzeit den dritten Platz belegte, stieg man in die zweite Liga auf.